# 伍氏盘鲮
伍氏盘鲮（学名：Discolabeo wui）为鲤科盘鲮属的鱼类。在中国，分布于广西天峨县柳河等。该物种的模式产地在广西天峨县布柳河，属珠江红水河水系。